# Francisco de Paula (cineasta)
Francisco de Paula (Santos, São Paulo, 1962) é um cineasta brasileiro.

## Histórico
Produtor e cineasta de filmes independentes, aprendeu cinema na França no início da década de 1980 e logo após, foi assistente de direção do filme Quilombo, de Cacá Diegues.
Em 1985, estreou como produtor, roteirista e diretor, no filme  Areias Escaldantes. Seguindo e mesma linha de trabalho, produziu, em 2004, o documentário Helena Meirelles – A Dama da Viola, sobre a vida da violeira Helena Meirelles que recebeu o prêmio Spot Light Artist da revista norte-americana Guitar Player em 1993, e que foi incluída entre as 100 palhetas do século.
Também é o diretor do filme Oceano Atlantis de 1993, estrelado por Nuno Leal Maia, Dercy Gonçalves e Antonio Abujamra.

## Filmografia

### Direção
- Areias Escaldantes (1985)
- Oceano Atlantis (1993)
- Helena Meirelles – A Dama da Viola (2004)

### Assistente de Direção
- Quilombo (1984)

## Prêmios e Indicações

### Prêmios
Guitar Player Magazine
- Spot Light Artist: 2004